# Mario Lucca
Mario Bruno Lucca Guerra (* 6. August 1961 in San Miguel de Tucumán) ist ein ehemaliger argentinischer Fußballspieler, der durch seine Zeit bei chilenischen Vereinen später die Doppelstaatsbürgerschaft annahm. Der Innenverteidiger nahm an den Olympischen Spielen 1988 in Seoul teil.

## Karriere

### Verein
Seine Profikarriere begann Mario Lucca 1980 in seiner Heimatstadt bei Atlético Tucumán. Nachdem er sich bei CA Nueva Chicago durchgesetzt hatte, kam der Verteidiger zu Vélez Sarsfield. Dort absolvierte er in acht Jahren fast 300 Ligaspiele. 1992 emigrierte Lucca nach Chile, wo er fortan für Unión Española auflief. In den ersten beiden Jahren gewann er mit seinem neuen Team jeweils die Copa Chile und kam bei der Copa Libertadores 1994 bis ins Viertelfinale. In Chile spielte Lucca noch für Deportes Temuco, Deportes La Serena und Audax Italiano. 1998 beendete der Abwehrspezialist schließlich seine Karriere.

### Nationalmannschaft
Lucca wurde in den Kader der argentinischen U23-Nationalmannschaft für die Olympischen Spiele 1988 in Seoul berufen. Dort absolvierte er alle vier Spiele, kam mit der Albiceleste als Gruppenzweiter ins Viertelfinale und schied gegen den späteren Finalisten Brasilien aus. Für die A-Nationalmannschaft lief der Abwehrspieler nie auf.

## Erfolge
Unión Española
- Chilenischer Pokalsieger: 1992, 1993